# فاروق الجلاصي
فاروق الجلاصي مصارع تونسي من مواليد 8 جوان 2000. تحصل في 10 جويلية 2023 على الميدالية البرونزية في دورة الألعاب العربية 2023.

## مواضيع ذات صلة
- دورة الألعاب العربية 2023